# إدوارد لوي مارتن
إدوارد لوي مارتن (بالإنجليزية: Edward Lowe Martin)‏ هو سياسي أمريكي، ولد في 12 مارس 1842 في مايسفيل في الولايات المتحدة، وتوفي في 1912. حزبياً، نشط في الحزب الديمقراطي.
1. 1 2   https://books.google.com/books?id=omwUAAAAYAAJ&pg=PA207&ci=466%2C607%2C418%2C114. {{استشهاد ويب}}: |url= بحاجة لعنوان (مساعدة) والوسيط |title= غير موجود أو فارغ (من ويكي بيانات) (مساعدة)
2. 1 2 3  St. Louis Globe-Democrat (بالإنجليزية), QID:Q7589637